# Os Caça-Livros
Os Caça-Livros é uma série de desenho animado Brasileira da TV Rá-Tim-Bum em parceria com o estúdio Lumen. Estreou no dia 4 de outubro de 2008.

## Sinopse
A história começa quando Bernardo estava procurando por um livro para seu trabalho escolar juntamente de seus amigos Carol e Biel. Os três partem para uma estranha biblioteca nova chefiada pelo Dr. Traça e sua assistente Prefácia. Biel descobre uma sala secreta naquela biblioteca cheia de livros, mas é barrado pelo Dr. Traça imediatamente. A noite o trio invade a sala e descobrem que todos aqueles livros foram roubados pelo Dr. Traça e descobrem que ele é (literalmente) um devorador de livros. Desde então o trio forma a equipe dos Caça-Livros desde então passando a recuperarem os livros roubados pelo Dr. Traça.

## Personagens
- Bernardo- É o líder da turma. Sempre calmo e equilibrado ele é dono do cachorro Furacão.

- Carol- A menina da turma. Super inteligente e dotada é capaz de criar planos e equipamentos para invadir a sala do Dr. Traça e evitar os planos dele. Sempre anda com um computador e uma mochila da qual guarda vários itens úteis.

- Biel- O melhor amigo de Bernardo e Carol. É brincalhão e gosta de andar de skate.

- Furacão- É o cãozinho de Bernardo que é mascote da turma. Nos episódios "A Biblioteca da Escola" e "O Estranho Amigo do Meu Pai" ele demonstra ser capaz de identificar a presença do Dr. Traça através de um brilho vermelho que sai de seu nariz.

- Dr. Traça- O vilão do desenho. Originalmente ele era uma traça que se desenvolveu até ganhar uma forma humana em meio a solidão em uma biblioteca que se esvaziou com o tempo. Ele se tornou dono de uma livraria jurando a si mesmo roubar todos os livros infantis para por fim neles os devorando. Tem como assistente Prefácia e posteriormente suas irmãs Próloga e Epíloga, além de comandar criaturinhas chamadas de Tracinhas.

- Prefácia- É a assistente do Dr. Traça, ao contrário dele e de suas irmãs ela não é má. Está presente desde o primeiro episódio tendo sido retirada de dentro de um livro pelo Dr. Traça para ser sua serva. Ela demonstra se importar com as crianças, além de não tolerar os planos malvados que seu mestre cria. Seu nome é derivado da palavra prefácio.

- Próloga- A irmã gêmea da Prefácia, que é ao contrário dela é do mal. Ela foi libertada do livro pelo Dr. Traça no episódio "A História da Próloga e da Epíloga" juntamente de Epíloga para servir seus planos malignos. Após isso sua única aparição no desenho foi no episódio "O Vírus do Dr. Traça". Seu nome é derivado da palavra prólogo.

- Epíloga- Irmã mais nova de Prefácia e Próloga que também é malvada. Assim como Próloga ela foi libertada do livro no episódio "A História da Próloga e da Epíloga" para servir seus planos malignos do Dr. Traça. Depois sua única aparição no desenho foi no episódio "A Doação de Livros". Seu nome é derivado da palavra epílogo.

## Episódios
- 1- A Descoberta das Crianças - Bernardo, Carol e Biel descobrem o segredo do Dr. Traça e formam a equipe Caça-Livros.

- 2- Alarme Anticrianças - Dr. Traça desconfiado que seus livros estão desaparecendo cria um alarme para detectar as crianças. Nisso Carol cria um plano para poder entrar na sala sem serem detectados.

- 3- A Gaiola do Dr. Traça - Dr. Traça decide criar uma armadilha para capturar uma das crianças, porém ineseradamente Prefácia arruina seu plano.

- 4- A História da Próloga e da Epíloga - Depois do ocorrido no episódio anterior Dr. Traça decide libertar Próloga e Epíloga e fazê-las o ajudá-lo a derrotar as crianças.

- 5- A História do Dr. Traça - O trio acaba sendo capturado pelo Dr. Traça através de uma arma paralizadora. Nisso eles conhecem as origens do Dr. Traça e seu objetivo.

- 6- O Vírus do Dr. Traça -  Próloga substitui a vaga da bibliotecária da escola e passa a carimbar os braços das crianças com um líquido estranho. Posteriormente Carol e Biel descobrem que aquele líquido havia sido uma criação do Dr. Traça para fazer as crianças preferirem computadores em vez de livros.

- 7- A Doação de Livros - O trio decide doar alguns livros, porém o que eles não desconfiam é que Epíloga e Dr. Traça eram quem estavam por trás daquele plano.

- 8- A Doença do Furacão - Furacão fica doente. O trio se disfarça para comprar um livro de veteninário na loja do Dr. Traça, porém quando Biel decide invadir a Sala Proibida para pegar um livro o plano acaba indo por água abaixo.

- 9- Feira do Livro - O trio vai para uma feira de livros, porém se encontram com um estranho sujeito disfarçado. Posteriormente eles descobrem que o tal sujeito era o Dr. Traça querendo roubar mais livros.

- 10- A Arma que Embaralhava as Letras - Enquanto fogiam com os livros da Sala Proibida Dr. Traça usa uma arma para embaralhar as letras dos livros que os Caça-Livros recuperaram.

- 11- A Biblioteca da Escola - Os livros da biblioteca da escola que os alunos devolveram começam a desaparecer. De noite o trio investiga e descobre que o responsável por isso era o Dr. Traça.

- 12- O Estranho Amigo do Meu Pai - O pai de Bernardo convida um homem chamado Vincente, porém Bernardo fica desconfiado que ele é o Dr. Traça.

- 13- Cadê o Furacão? - Furacão desaparece e logo o trio descobre que o Dr. Traça sequestrou o cãozinho. Dr. Traça decide passar a mente de um gato para o cérebro de Furacão o que acaba fazendo Bernardo e seus amigos quererem impedir o vilão.

## Elenco
- Bernardo: Igor Lott
- Biel: Nestor Chiesse
- Carol: Fernanda Bullara
- Dr.Traça: Armando Tiraboschi
- Prefacia e Próloga: Antoniela Canto
- Epíloga: Marcia Del Monaco

## Curiosidades
- O desenho acabou com apenas uma única temporada de 13 episódios e muita coisa ficou inexplicada na história como a razão pela qual o nariz de Furacão acende, qual é o livro que Prefácia e suas irmãs foram retiradas, a origem das tracinhas e quem é a mãe de Prefácia.